# Sifonogamia
La sifonogamia è un complesso procedimento di impollinazione caratteristico delle Spermatofite che vede il granulo pollinico rilasciare un'estroflessione citosolica (tubo pollinico) che si insinua nella nocella (macrosporangio) che avvolge il gametofito femminile all'interno dell'ovulo (nelle Angiosperme contenuto nell'ovario del fiore) creando una via di accesso che mette in comunicazione gameti maschili e gameti femminili (oosfere), permettendo quindi la gamia.